# Спојница (аутомобил)
Спојница или квачило, је елемент за пренос снаге од мотора до мењача. Осим ове основне функције, још има и функцију да ублажава ударе од мотора и да у случају преоптерећења заштити остале елементе за пренос снаге од оштећења. Основни делови су кућиште спојнице (тзв. корпа), затим фрикциони диск и потисна плоча. Кућиште спојнице је чврсто везано за замајац мотора, а фрикциони диск је преко ожлебљене везе спојен са улазним вратилом мењача.
Постоје спојнице са једним или више дискова (обично 2). Спојнице са једним диском се користе код путничких возила и лаких теретних возила, док се вишедискозне користе код тешких теретних возила, аутобуса и трактора. Такође, у зависности од тога да ли су при дејству педале спојнице укључене или искључене, спојнице се могу поделити на спојнице стално укљученог и стално искљученог типа. Прве се уграђују у путничка и теретна возила, а друге у грађевинске машине.
Спојница путничког возила је стално укљученог типа, тако да се она искључује (притиском на педалу) при стартовању мотора и при промени степена преноса. Механизам укључења и искључења спојнице функционише на следећи начин. Притиском на педалу командног механизма спојнице, активира се потисни лежај и он преко система опруга (завојних, једне или више) или једне централно постављене тањирасте опруге (што је најчешћи случај), раздваја потисну плочу и фрикциони диск, који су иначе спојени када преносе обртни момент од мотора до мењача, и даље на цео систем за пренос снаге.

## Дизајн

#### Материјали
Уобичајени материјал за трење је смола органског порекла са бакарном жицом или керамичким материјалом. Керамички материјали често могу пренети већа оптерећења обртног момента, али могу изазвати повећану стопу хабања замајца. До средине 1990-их азбест се такође користио у плочама квачила.

### Квачило са једним обртајем
Једноокретно квачило је развијено у 19. веку за погон машина као што су маказе или пресе где би једно повлачење ручке за управљање или (касније) притискање дугмета активирало механизам, захватајући квачило између извора напајања и машине радилице за тачно један обрт пре искључивања квачила. Када је квачило искључено, погоњени члан мирује. Рани дизајни су обично били опружно-гребенасте спојке са брегастим механизмом на погонском члану који су се користили да се спојке одвоје у одговарајућој тачки.
У 20. веку су развијена веома поједностављена квачила са једним обртајем, која захтевају много мање радне силе и у неким варијацијама, омогућавајући фиксни делић обртаја по операцији. Фрикциона квачила са брзим дејством заменила су опружно-гребенасте спојке у неким применама, елиминишући проблем ударног оптерећења сваки пут када се квачило укључи.
Поред употребе у тешкој производној опреми, једноокретна квачила су примењена на бројне мале машине. У табулаторима, на пример, притиском на тастер за рад би се активирало једно обртно квачило да би се обрадио последњи унет број. У словослагачким машинама, притиском било ког тастера се бира одређено слово и такође се укључује једно ротационо квачило да би механизам унео у слог тој знак. Слично, у телепринтерима, пријем сваког знака активирао је једноокретно квачило за рад једног циклуса механизма за штампање.
Године 1928, Фредерик Г. Крид је развио опружно квачило са једним обртом (види горе) које је било посебно погодно за понављајуће старт-стоп радње које су потребне у телепринтерима. Године 1942, два радника компаније Питни Боус за израду мерача поштарине развили су побољшана једноокретна опружна квачила. У овим спојницима, спирална опруга је омотана око погоњене осовине и задржана у проширеној конфигурацији помоћу полуге. Када се активира, опруга се брзо скупља око погонског вратила и укључује спојницу. На крају једног обртаја, ако је полуга за окидање ресетована, она хвата крај опруге (или заглавак који је причвршћен за њега), а угаони момент покретаног члана ослобађа напетост опруге. Ове спојнице имају дуг радни век — многе су извела десетине, а можда и стотине милиона циклуса без потребе за одржавањем осим повременог подмазивања.

### Други дизајни
- Каишна спојница: користи се на пољопривредној опреми, косилицама, фрезама и феновима за снег. Снага мотора се преноси преко сета каишева који су лабави када мотор ради у празном ходу, али празна ременица може затегнути каишеве како би повећала трење између каишева и ременица.
- БМА спојница: изумео ју је Валдо Џ Келајф 1949. године,[14] која се користи за пренос обртног момента између две осовине које се састоје од фиксног погонског члана причвршћеног за једну од наведених осовина и покретног погонског члана, који има додирну површину са мноштвом удубљења.
- Електромагнетна спојница: обично је укључује електромагнет који је саставни део склопа спојнице. Други тип, спојница магнетних честица, садржи честице под утицајем магнета у комори између погонских и погоњених елемената - примена једносмерне струје чини да се честице згрудвају и пријањају за радне површине. Захватање и клизање су приметно глатки.
- Спојница са опругом: има спиралну опругу, типично намотану жицом квадратног пресека. Онe су развијене крајем 19. и почетком 20. века.[15][16] У једноставном облику опруга је причвршћена на једном крају за погонски елемент; њен други крај је невезан. Опруга се уско уклапа око цилиндричног погонског елемента. Ако се погонски елемент ротира у правцу који би се одмотао, опруга се мало шири и клизи, иако уз мало отпора. Због тога се опружнe спојнице обично подмазују лаким уљем. Ротирање погонског елемента на другу страну чини да се опруга чврсто омота око површине за вожњу и спојница се врло брзо закључава. Обртни момент потребан за проклизавање опруге спојнице расте експоненцијално са бројем обртаја опруге, поштујући једначину мотовила.[17][18][19]